# Mercury Cyclone

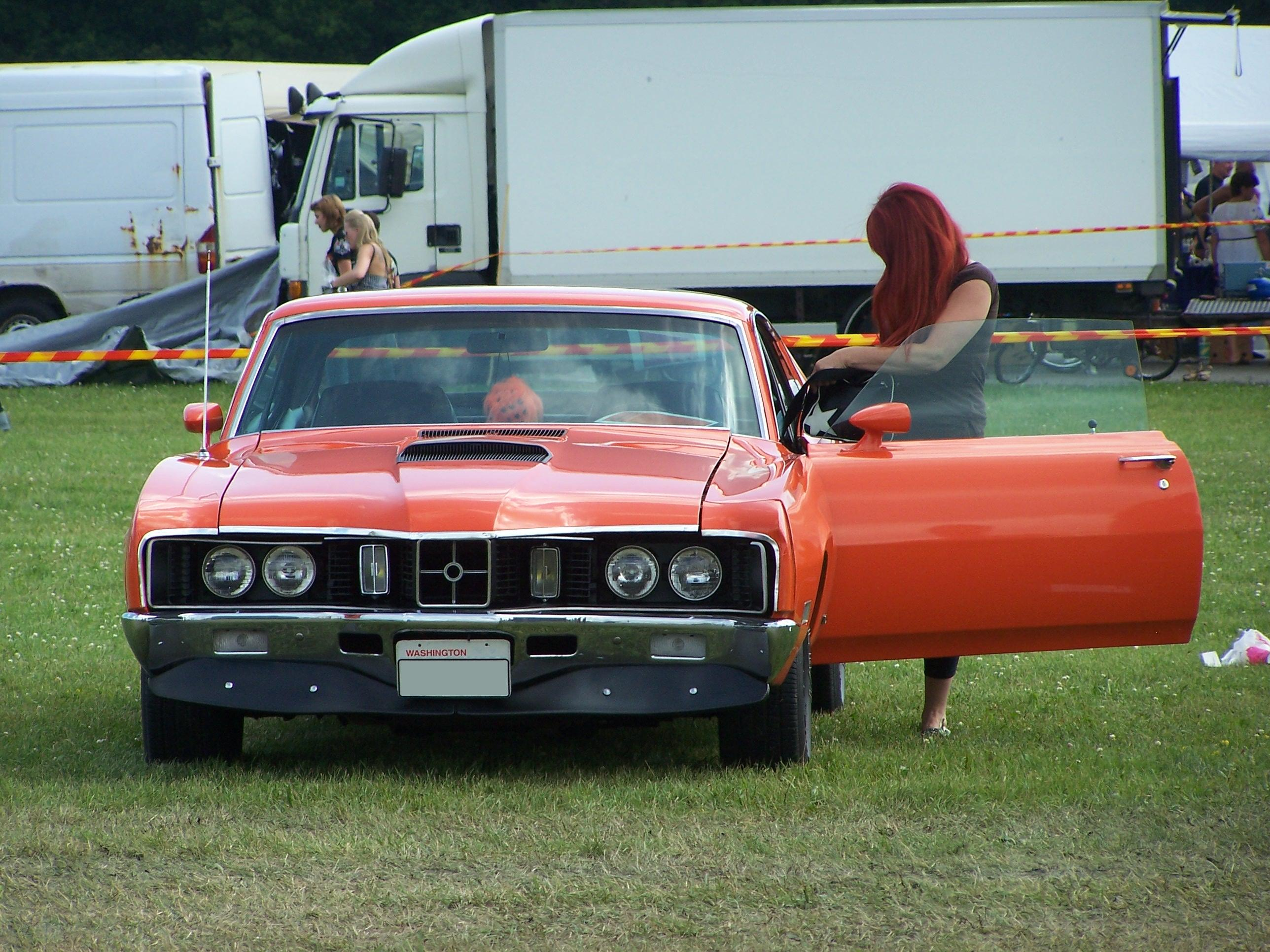
Mercury Cyclone Spoiler

Der Mercury Cyclone war ein Sportcoupé, das von 1964 bis 1971 von Mercury hergestellt wurde.
Das Muscle-Car war kein eigenständiges Modell, sondern als Coupé nur eine sportlichere Variante der kleineren Baureihe von Mercury, die zunächst als Mercury Comet und ab 1968 als Mercury Montego vertrieben wurde.
Ein V8-Motor war für den Cyclone serienmäßig, die Motorleistung wurde im Laufe der Jahre vergrößert. In den ersten beiden Jahren (1964/65) hatte der Motor einen Hubraum von 4700 cm³; der gleiche Motor wurde auch in die sportlicheren Versionen des Ford Mustang eingebaut. Nach dem Modellwechsel von 1965 verfügten sowohl Comet wie auch der Cyclone über 6400 cm³, ab dem Modelljahr 1968 sorgte ein Motor mit 7 Litern Hubraum für den Antrieb. Die maximal erhältliche serienmäßige Leistung betrug 390 SAE-PS; damit war der Cyclone im Leistungswettlauf der späten 1960er Jahre gut aufgestellt. Als besonders sportliches Spitzenmodell der Baureihe diente in den Modelljahren 1970/71 der in begrenzter Stückzahl hergestellte Cyclone Spoiler mit serienmäßigen Spoilern an Bug und Heck, speziellen Zierstreifen und einem Sperrdifferenzial.
Ab 1970 wurden in den USA die Abgasvorschriften verschärft. Um die neuen Grenzwerte einhalten zu können, musste die Leistung der Motoren reduziert werden. Damit verloren die Muscle Cars ihre Existenzberechtigung. 1971 war deshalb das letzte Jahr, in dem der Cyclone angeboten wurde. Als Nachfolger gab es eine sportliche Ausstattung des Montego Coupé mit dem Namen Montego GT.
Vom Cyclone wurden in sieben Jahren 90.526 Exemplare gebaut, davon 1966/67 16.779 Cabrios und 1970/71 2384 Cyclone Spoiler.

## Konzeptfahrzeug (1990)
1990 wurde auf der Chicago Auto Show ein Konzeptfahrzeug mit dem Namen Cyclone vorgestellt. Dabei handelte es sich um eine viertürige Limousine im Cab-Forward-Design, die von einem quer eingebauten V8-Motor angetrieben werden sollte. Eine Serienproduktion erfolgte nicht.

## Quelle
- John Gunnell (Herausgeber): Standard Catalog of American Cars 1946–1975. Krause Publications, Iola 2002, ISBN 0-87349-461-X, S. 525–539.